# Bécane (chanson de Yamê)
Pour les articles homonymes, voir Bécane.
Singles de Yamê
Call of Valhalla
(2023)
Bécane est une chanson du rappeur franco-camerounais Yamê. Il est sorti le 13 juin 2023 par DBS Records et Naïve. Le live du Colors Show est devenu viral sur Internet en décembre 2023 et a dominé le classement Viral 50 sur Spotify. La chanson a culminé au numéro 9 du Frengian Ultratop Wallonia Chart.
En janvier 2024, Yamê a sorti un clip pour Bécane réalisé par Mateo Da Silva.

## Classements

### Classements hebdomadaires
| Classement                      | Meilleure position |
| ------------------------------- | ------------------ |
| France (SNEP)                   | 5                  |
| Belgique (Ultratop 50 Wallonia) | 11                 |
| Luxembourg (Billboard)          | 10                 |
| Suisse (Schweizer Hitparade)    | 27                 |
| Portugal (AFP)                  | 58                 |

## Certification
| Région                                                                                                 | Certification | Ventes/Streams |
| --- | ------------- | -------------- |
| France (SNEP)                                                                                          | Diamant       | 50 000 000*    |
| *Ventes selon la certification ^Mise en rayon selon la certification xNon précisé par la certification |               |                |